# Digital Prosopography of the Roman Republic
Die Digital Prosopography of the Roman Republic ist ein prosopographisches Projekt und Datenbank.
Das Ziel des Projekts besteht darin, eine prosopographische Erforschung der Elite der Römischen Republik, ihrer Struktur, ihres Umfangs und ihrer Veränderungen in der Zusammensetzung im Laufe der Zeit zu ermöglichen. Dafür wurde eine umfassende Datenbank aller bekannten Mitglieder der oberen Schichten der römischen Gesellschaft erstellt, die Informationen über individuelle Karrieren, Amtsbesetzungen, persönlichen Status, Lebensdaten und familiäre Beziehungen zusammenfasst. Das Ziel liegt nicht darin, eine völlig neue Prosopographie der Römischen Republik von Grund auf zu erstellen, sondern vielmehr auf der Arbeit früherer Wissenschaftler aufzubauen und ihre Ergebnisse in ein digitales Online-Format zu übertragen, das das umfangreiche Material übersichtlicher und leichter zugänglich macht.
Das Projekt wurde in dreijähriger Arbeit am Department of Classics und dem Department of Digital Humanities am King’s College London durchgeführt.